# MSV Normannia 08

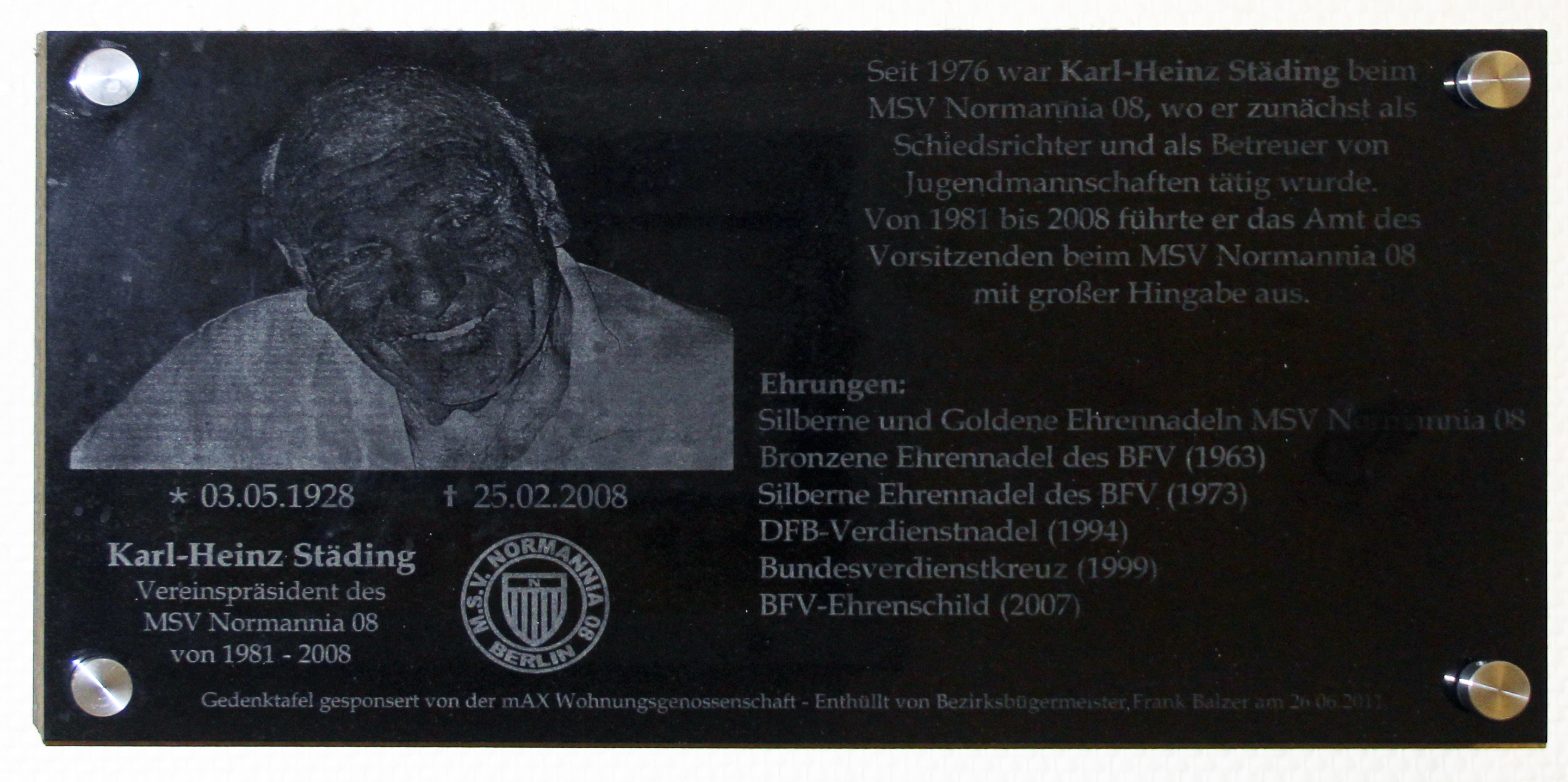
Gedenktafel für Karl-Heinz Städing am Haus, Welzower Steig 3, in Berlin-Märkisches Viertel

Der Märkische SV Normannia 08 ist ein deutscher Fußballverein aus dem Berliner Ortsteil Märkisches Viertel im Bezirk Reinickendorf. Heimstätte des Vereins ist das Stadion Finsterwalder Straße, welches 4000 Zuschauern Platz bietet.

## Verein
Normannia Berlin wurde am 1. Oktober 1908 unter der Bezeichnung Berliner FC Normannia 08 gegründet. 1911 vollzog die Normannia eine Fusion mit dem SV Niederschönhausen, welche ein Jahr später wieder gelöst wurde. Nach dem Ersten Weltkrieg fusionierte Normannia Berlin erneut. Durch den Zusammenschluss mit dem 1893 Berlin agierte der Verein im Folgejahr als Berliner Sportvereinigung Normannia vom Jahre 1893. Auch diese Fusion hielt nur ein Jahr. Weitere Namensänderungen folgten ab 1928, in denen der Verein jeweils als Berliner SV Normannia sowie Berliner SC Normannia auflief.
1945 wurde der Verein aufgelöst. Eine sofortige Neugründung fand nicht statt. Die Mannschaft schloss sich nach Kriegsende der SG Nordost an, in welcher auch Großteile des ehemaligen Arbeiterclubs Nordiska Berlin aufgegangen waren. Im Jahr 1950 setzten sich die ehemaligen Normannia-Spieler in den Westteil Berlins ab und gründeten den Berliner SV Normannia neu.
Auf sportlicher Ebene konnten sich die Normannen in ihrer Vereinsgeschichte nie im höherklassigen Fußball etablieren. In West-Berlin wurde die Teilnahme an der Vertragsliga oder Regionalliga verpasst. Größter Erfolg der Vereinsgeschichte war der 1971 erfolgte Aufstieg in die Amateurliga Berlin. Diese Spielklasse erwies sich jedoch für Normannia Berlin als eine Nummer zu groß, und der Verein musste mit deutlichem Rückstand auf Hellas-Nordwest Berlin und dem BFC Südring wieder absteigen. Im Anschluss versanken die Normannen wieder in unteren Ligen. 1988 vollzogen die Berliner eine erneute Umbenennung in Märkischer SV. Seit dem 2007 gelungenen Bezirksligaaufstieg spielte der MSV Normannia 08 bis 2010/11 in der Landesliga Berlin, stieg 2011 in die Bezirksliga ab und wurde bereits 2012 bis in die Kreisliga A durchgereicht.

## Statistik
- Teilnahme Amateurliga Berlin: 1971/72

## Personen
- Nicole Banecki
- Sylvie Banecki
- Karim Benyamina
- Benjamin Köhler
- Karl-Heinz Städing, Vorsitzender des Vereins von 1981 bis 2008
- Karolin Thomas
- Zafer Yelen